# Autópálya-szükségrepülőtér

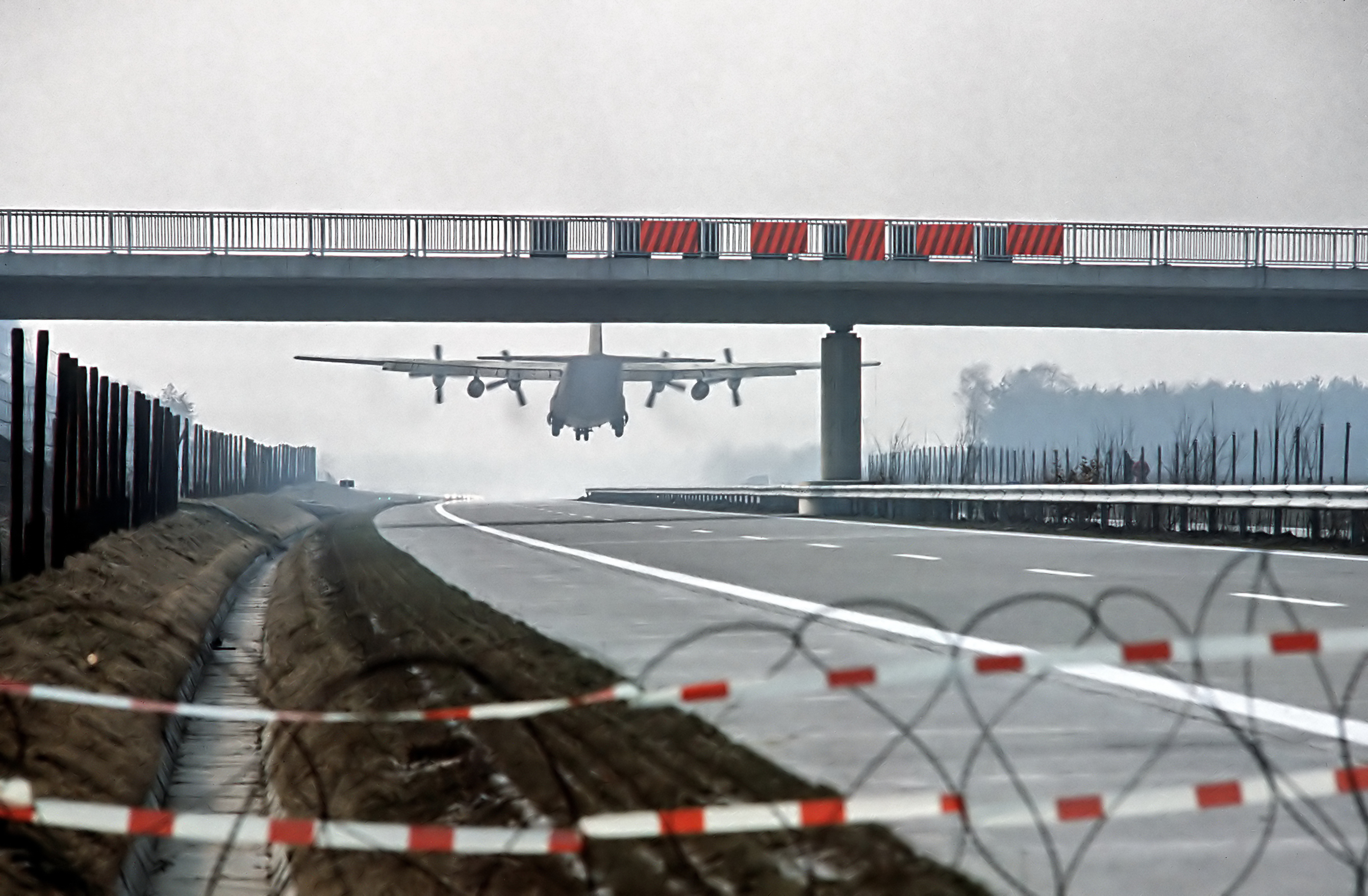
C–130 Hercules ér földet az A29-es autópályán Németországban

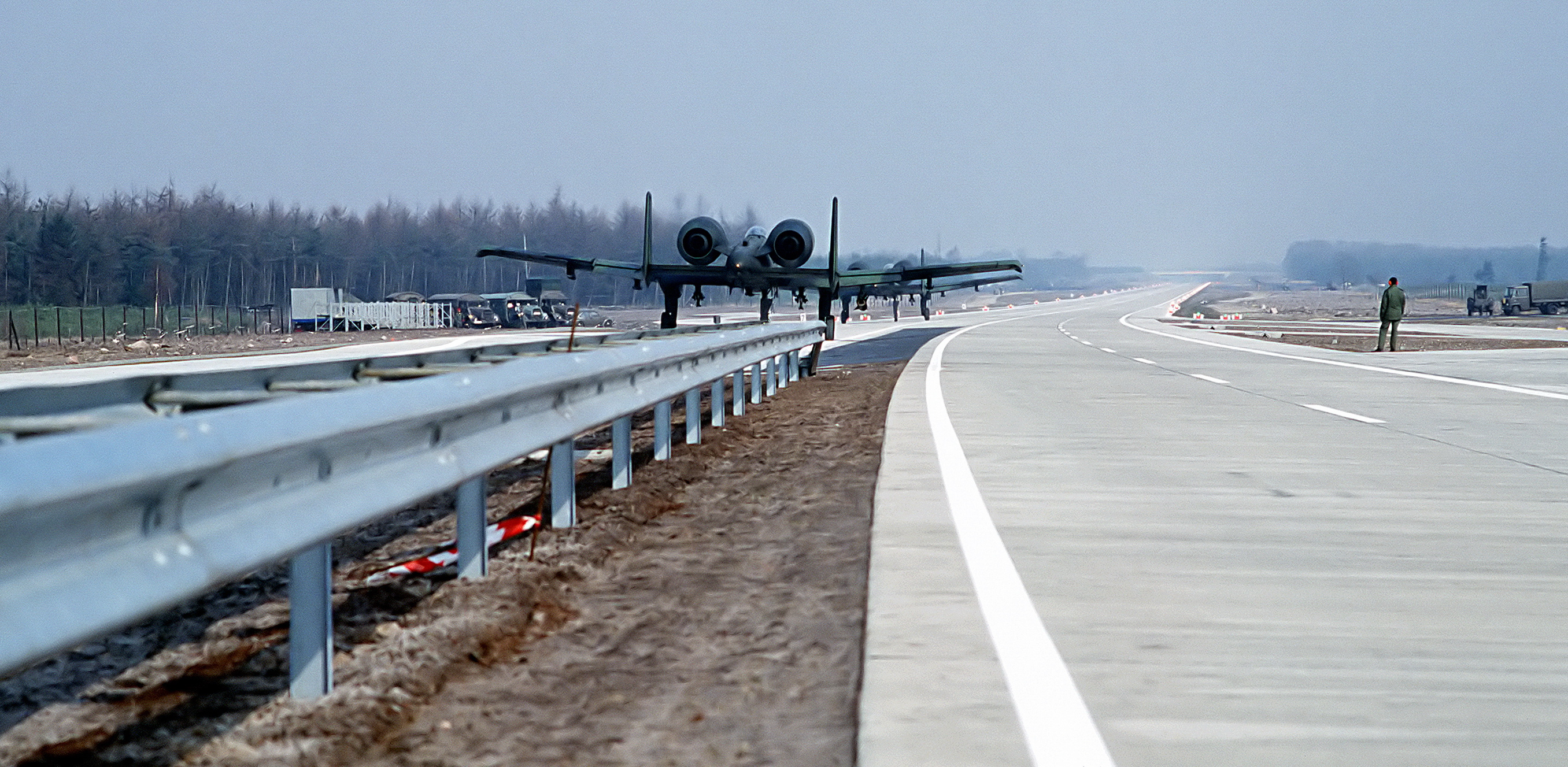
A–10 Thunderbolt II csatarepülőgépek gurulnak a német A29-es autópályán, a „Highway 84” hadgyakorlaton

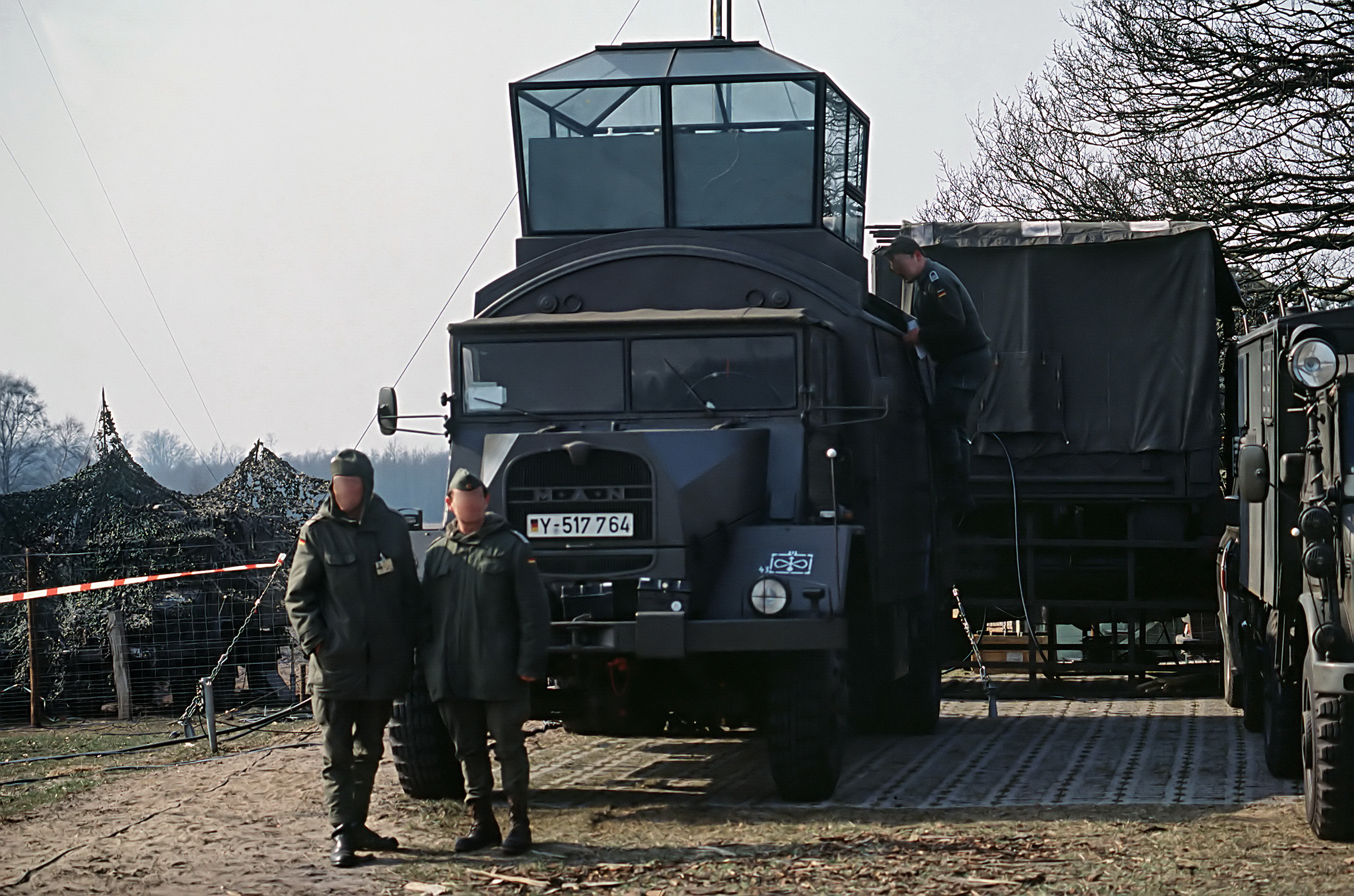
Teherautó platójára telepített mobil irányítótorony

A szükséghelyzeti autópálya-repülőtér (németül:Autobahn-Behelfsflugplatz; angolul: Highway strip) olyan autópálya-szakasz, amelyet szükség esetén repülőtérként lehet használni.
Az első autópályák nyomvonalán fekvő szükséghelyzeti repülőterek a Harmadik Birodalom autópálya-építési programjának eredményeként keletkeztek. A hidegháború során Svájc, az NDK és Nyugat-Németország is épített az ország védelmi rendszerét szolgáló ilyen autópálya-szakaszokat, de Európában találkozhatunk velük cseh és lengyel területeken; az USA-ban és a világ más részein is.
A megfelelő hosszúságú, egyenes, felüljáró nélküli útszakasz nem csak katonai repülőgépek, hanem vészhelyzetben lévő polgári repülőgépek leszállására is alkalmas lehet.

## Kialakítás

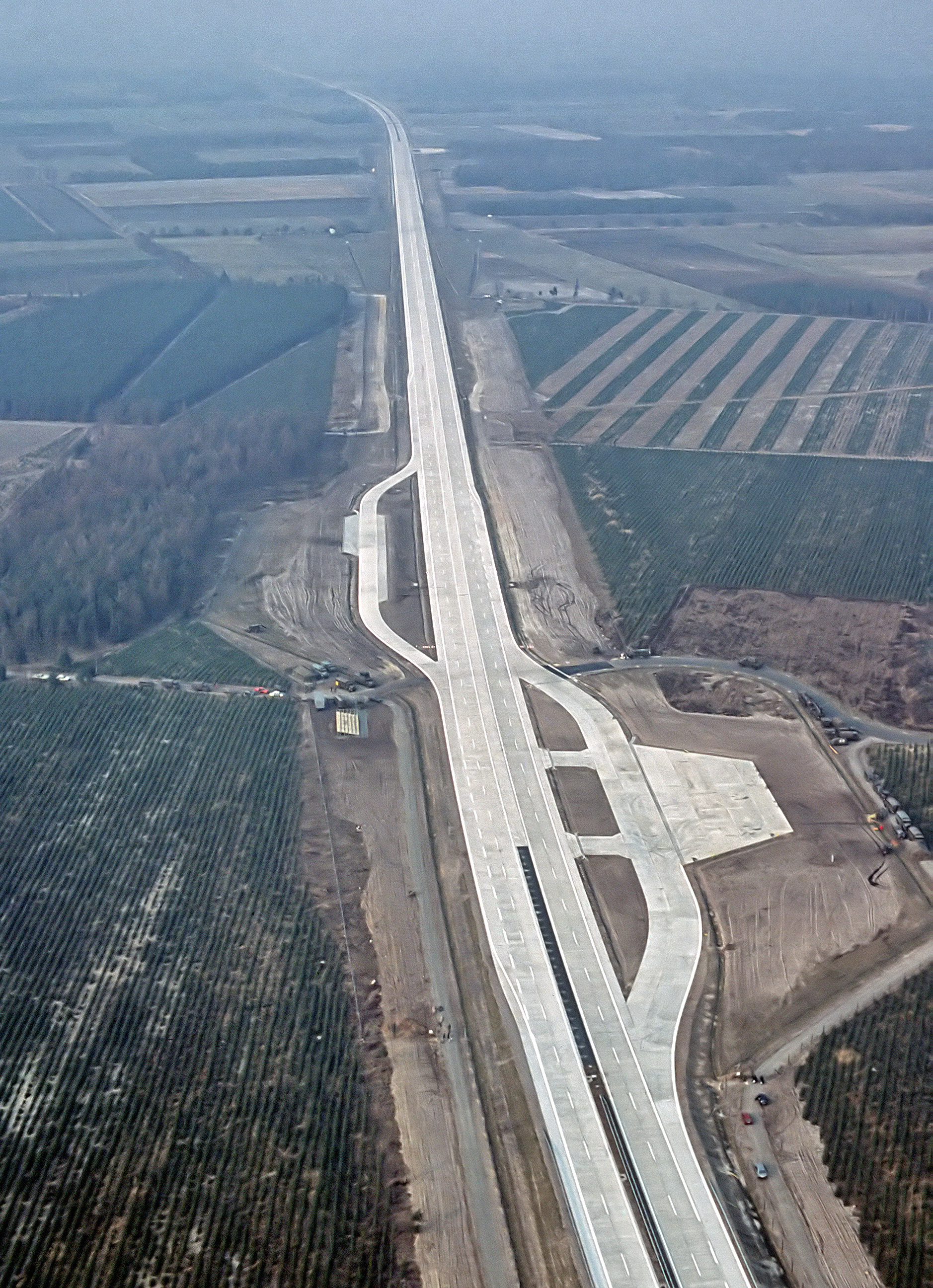
Leszállóhely az A29-es autópályán Brémától nyugatra

A szükséghelyzeti repülőterek nagyjából azonos karakterisztikájúak. Maga a leszállópálya körülbelül három kilométer hosszú egyenes autópálya-szakasz, amely fölött nincsen felüljáró. Ezeken a szakaszokon korábban nem telepítettek nagy méretű portál-táblákat sem, az elektromos távvezetékeket pedig földkábellel vezették át az útpálya alatt. Más autópálya-szakaszoktól eltérően a két haladási irányt nem zöldsáv választja el, hanem mindössze egy gyorsan lebontható szalagkorlát, vagy pedig elmozdítható betonelemek. A legtöbb esetben a zöldsávot le is betonozták. A közelben minden esetben egy főút, vagy egy párhuzamosan futó autópálya található, amelyre az autóforgalmat terelhetik.
A reptér végén egy-egy első pillantásra befejezetlen pihenőhelynek tűnő betonozott területet építettek, amely a repülőgépek tárolását és megfordítását szolgálja. A repülőtér mobil katonai eszközök telepítésével válik teljessé. A közeli laktanyákban mobil radarberendezések és irányítóközpontok várakoznak indulásra készen. A leszállóhelyekhez külön kiépített út is vezet. Szükség esetén a kijelölt autópálya-szakaszokat 24 óra alatt komplett katonai repülőtérré lehet alakítani.

## Történet
A második világháború utolsó hónapjaiban a szövetséges hatalmak légiereje használhatatlanná tette Németország katonai repülőtereinek jelentős részét. Az elpusztult repülőterek kiváltására a Luftwaffe az ország 1930-as években lezajlott útépítési programja során keletkezett autópályák használatát találta a leginkább kézenfekvő megoldásnak. Az autópályák nagyobb átalakítás nélkül is alkalmasak voltak a repülőgépek kiszolgálására. A háború lezárulta után a kettéosztott Németország a NATO és a Varsói Szerződés összecsapásának egyik legvalószínűbb helyszínévé vált, ezért mindkét német állam fenntartotta a korábban kialakított szükséghelyzeti reptereket, de sor került újabbak építésére is. Az NSZK-ban kezdettől fogva, míg az NDK-ban az 1970-es évek végétől került sor autópálya-szakaszok leszállópályává alakítására. A hidegháborús készülődés során a semleges Svájcban is alkalmassá tettek egyes autópálya-szakaszokat repülőgépek fogadására. 1990 óta az autópálya-repterek elveszítették jelentőségüket, jelentős részük a lezajlott átépítések és fejlesztések következtében nem alkalmas többé repülőgépek fogadására.
Nem csak autópályákon, de egyenes főúti szakaszokon is jelöltek ki leszállópályákat. A kevés gyorsforgalmi úttal rendelkező Svédországban egyszerű vidéki utakat jelöltek ki reptérnek, ezeken rendszeres hadgyakorlatokat is tartottak. Az országutakra épült leszállópályák kiépítettsége sohasem érte el az autópálya-repterekét.

## Leszállópályák Közép-Európa autópályáin
| Autópálya  | Ország        | Település      | Hossz | Állapot                          | Koordináták                                                  |
| ---------- | ------------- | -------------- | ----- | -------------------------------- | ------------------------------------------------------------ |
|            | Ausztria      | Zeltweg        | 2100  | (épült 1986-ban; használható)    | é. sz. 47° 12′ 42″, k. h. 14° 45′ 04″47.211667°N 14.751111°E |
|            | Csehország    | Měřín          | 3000  | használható                      | é. sz. 49° 23′ 04″, k. h. 15° 55′ 42″49.384444°N 15.928333°E |
|            | Csehország    | Vyškov         | 3000  | használható                      | é. sz. 49° 18′ 00″, k. h. 17° 02′ 00″49.300000°N 17.033333°E |
|            | Észtország    | Jägala         | 2400  | használható                      | é. sz. 59° 23′ 52″, k. h. 25° 17′ 26″59.397778°N 25.290556°E |
|            | Észtország    | Vatla          | 2500  |                                  | é. sz. 58° 33′ 58″, k. h. 23° 48′ 11″58.566111°N 23.803056°E |
|            | Horvátország  | Soboli         |       | Használható                      | é. sz. 45° 22′ 36″, k. h. 14° 30′ 36″45.376667°N 14.510000°E |
|            | Németország   | Ladbergen      | 2100  | Megszűnt 2006                    | é. sz. 52° 10′ 28″, k. h. 7° 46′ 11″52.174444°N 7.769722°E   |
|            | Németország   | Vechta         | 3000  | Megszűnt 2006                    | é. sz. 52° 43′ 00″, k. h. 8° 10′ 00″52.716667°N 8.166667°E   |
|            | Németország   | Holdorf        | 2000  | Megszűnt                         | é. sz. 52° 38′ 00″, k. h. 8° 08′ 00″52.633333°N 8.133333°E   |
|            | Németország   | Münster        | 2100  | használható                      | é. sz. 52° 04′ 00″, k. h. 7° 37′ 00″52.066667°N 7.616667°E   |
|            | Németország   | Delmenhorst    | ?     | Megszűnt                         |                                                              |
|            | Németország   | Heidenau       | ?     | Megszűnt                         |                                                              |
|            | Németország   | Troistedt      | 900   | Csak a világháborúban használták |                                                              |
|            | Németország   | Kirchstadt     | 2400  | használható                      | é. sz. 49° 13′ 00″, k. h. 8° 58′ 00″49.216667°N 8.966667°E   |
|            | Németország   | Tarp           | 2400  | használható                      | é. sz. 54° 37′ 00″, k. h. 9° 26′ 00″54.616667°N 9.433333°E   |
|            | Németország   | Owschlag       | 2000  | használható                      | é. sz. 54° 26′ 00″, k. h. 9° 36′ 00″54.433333°N 9.600000°E   |
|            | Németország   | Zörbig         | 5000  | Megszűnt                         |                                                              |
|            | Németország   | Falkensee      |       | használható                      | é. sz. 52° 41′ 00″, k. h. 13° 00′ 00″52.683333°N 13.000000°E |
|            | Németország   | Friedersdorf   |       | használható                      | é. sz. 52° 19′ 00″, k. h. 13° 51′ 00″52.316667°N 13.850000°E |
|            | Németország   | Ruhland        |       | Megszűnt                         | é. sz. 51° 26′ 00″, k. h. 13° 49′ 00″51.433333°N 13.816667°E |
|            | Németország   | Döbeln         |       | Megszűnt                         |                                                              |
|            | Németország   | Bademeusel     | 2300  | használható                      |                                                              |
|            | Németország   | Kessin         | 3200  | részben használható              | é. sz. 52° 15′ 00″, k. h. 12° 12′ 00″52.250000°N 12.200000°E |
|            | Németország   | Herzsprung     | 3000  | használható                      | é. sz. 53° 00′ 00″, k. h. 12° 36′ 00″53.000000°N 12.600000°E |
|            | Németország   | Nordholz       | 2500  | használható                      | é. sz. 53° 43′ 00″, k. h. 8° 40′ 00″53.716667°N 8.666667°E   |
|            | Németország   | Uthlede        |       | Megszűnt                         | é. sz. 53° 21′ 00″, k. h. 8° 36′ 00″53.350000°N 8.600000°E   |
|            | Németország   | Ahlhorn        | 2600  | Megszűnt                         | é. sz. 52° 55′ 00″, k. h. 8° 10′ 00″52.916667°N 8.166667°E   |
|            | Németország   | Dülmen         | 2500  | Megszűnt                         | é. sz. 51° 53′ 00″, k. h. 7° 20′ 00″51.883333°N 7.333333°E   |
|            | Németország   | Büren          | 3200  | használható                      | é. sz. 51° 36′ 00″, k. h. 8° 33′ 00″51.600000°N 8.550000°E   |
|            | Németország   | Alpen          | 3500  | használható                      | é. sz. 51° 35′ 00″, k. h. 6° 26′ 00″51.583333°N 6.433333°E   |
|            | Németország   | Mackenheim     | 1900  | használható                      | é. sz. 50° 35′ 00″, k. h. 7° 03′ 00″50.583333°N 7.050000°E   |
|            | Németország   | Bad Kreutznach | 1800  | használható                      | é. sz. 49° 53′ 00″, k. h. 7° 57′ 00″49.883333°N 7.950000°E   |
|            | Németország   | Osterburken    | 3000  | használható                      | é. sz. 49° 22′ 00″, k. h. 9° 26′ 00″49.366667°N 9.433333°E   |
|            | Németország   | Rottweil       | 3000  | használható                      | é. sz. 48° 15′ 00″, k. h. 8° 39′ 00″48.250000°N 8.650000°E   |
|            | Lengyelország | Goleniów       | 2000  | használható                      | é. sz. 49° 23′ 04″, k. h. 15° 55′ 42″49.384444°N 15.928333°E |
| (Berlinka) | Lengyelország | Kliniska       |       | használható                      | é. sz. 53° 26′ 00″, k. h. 14° 48′ 00″53.433333°N 14.800000°E |
|            | Svájc         | Lodrino        | 2000  | használható                      | é. sz. 46° 17′ 24″, k. h. 8° 59′ 27″46.290000°N 8.990833°E   |
|            | Svájc         | Münsingen      | 2000  | használható                      |                                                              |
|            | Szlovákia     | Patvaróc       | 2000  | használható                      | é. sz. 48° 41′ 59″, k. h. 17° 52′ 19″48.699722°N 17.871944°E |

Magyarországon nincsenek olyan autópálya-szakaszok, amelyeken lehetséges lenne repülőgépek leszállása. Az interneten keringő városi legendák szerint kis átalakítással repülőgépek fogadására lehet alkalmas az M5-ös autópálya Gyál, illetve az M7-es autópálya Székesfehérvár melletti szakasza. Bizonyos hírek szerint a 6-os főút Szekszárd melletti 4 sávos szakasza is ilyen jellegű üzemeltetésre lett kiépítve. (Az út egyébként szinte végig kétsávos).

## Fordítás
- Ez a szócikk részben vagy egészben a Autobahn-Behelfsflugplatz című német Wikipédia-szócikk ezen változatának fordításán alapul.  Az eredeti cikk szerkesztőit annak laptörténete sorolja fel. Ez a jelzés csupán a megfogalmazás eredetét és a szerzői jogokat jelzi, nem szolgál a cikkben szereplő információk forrásmegjelöléseként.

### Videók
- Az első nyugati vadászbombázó, egy SEPACAT Jaguar, leszállása brit autópályára. YouTube
- Lengyel MiG–21PFM-mek leszállása autóútra. YouTube